# Myrmarachne orientales
Myrmarachne orientales là một loài nhện trong họ Salticidae.
Loài này thuộc chi Myrmarachne. Myrmarachne orientales được Benoy Krishna Tikader miêu tả năm 1973.